# Morblus
La Morblus è una blues band italiana fondata nel 1991 dal cantante e chitarrista Roberto Morbioli di Verona. Il suo sound è intriso di funky, blues,
r&b, e soul.

## Formazione
- Roberto Morbioli: Voce, Chitarra
- Daniele Scala: tastiera
- Stefano Dallaporta: basso
- Diego Pozzan: batteria

## Discografia

### CDs
- Let The Good Times Roll - 1995 (con Sandra Hall)
- 101% Pure Morblus Live - 1997   (con The Boomer Horns)
- 7 Days of R&B - 1999  (con Jesse Yawn & The Boomer Horns)
- Push - Live at Fiamene - 2001
- Mrs Miller - 2003
- I Can't Go Wrong - 2006
- On The Way Back - Live In Europe - 2010
- Live At The Camploy Theatre - 2012

### DVD
- Road Tracks - Morblus Live! - 2007